# Mira Šentjurc Čuček
Mira Šentjurc Čuček, slovenska atletinja, * 1923, † 2. december 2014, Ljubljana.
Mira Šentjurc je bila v času SFR Jugoslavije državna atletska reprezentantka. S športno kariero je začela pred 2. svetovno vojno kot članica atletskega kluba FD Ptuj in mariborskega SK Železničar. Leta 1940 je prejela naslov članskega prvaka Jugoslavije za skok v daljino. V sprintu in skoku v daljino je nastopila na prvih povojnih Balkanskih igrah v Tirani leta 1946, kjer je osvojila srebrno kolajno v teku na 100 metrov s časom 13,6 sekunde. Na Balkanskih igrah leta 1947 v Bukarešti je v skupini štirih tekačic prejela srebrno kolajno in hkrati s tem nastopom postavila tedanji jugoslovanski rekord 51,6 sekunde v disciplini 4 × 100 metrov. Na tej prireditvi je prejela tudi bronasto kolajno za tek na 100 m s časom 13,3 sekunde. Leta 1947 je delovala kot atletska sodnica, mnogo kasneje pa je postala soavtorica knjige Pravila za atletska tekmovanja. Delovala je v vodstvu Atletske zveze Jugoslavije in po osamosvojitvi Slovenije leta 1991 v vodstvu Atletske zveze Slovenije (AZS). 